# マンゴーの涙
『マンゴーの涙』（マンゴーのなみだ）は、小玉ユキによる日本の漫画作品。

## 概要
作者が、『月刊フラワーズ』（小学館）へ本格的に活動の場を移した初期の短編と、移動前の他誌で発表された作品計6編が収録されている。
本作は「小玉ユキ短編集1」とされているが、「短編集2」の『Beautiful Sunset』には、更に古い作品が収録されている。

## 各話概要
マンゴーの涙
『月刊フラワーズ』 2005年1月号掲載
ベトナムの16歳の少女・マン。毎朝船でサイゴン川を渡り、市街地にある叔母の食堂で働いている。ある日、友達の彼氏が連れてきた大学生・ティエップと知り合い、惹かれていくが……。
白い花の刺繍
『月刊フラワーズ』 2005年5月号掲載、「マンゴーの涙」とリンク
マンの兄・チーは、ある日自分に石を投げてきた少年の母・ズエンのことが気になるようになる。
ROVER
『Vanilla』（講談社） 2002年12月号掲載
駅で見かけたホームレスが、高校生の頃の同級生・幸田顕に似ていた。彼女に憧れていただけに、ショックを隠せない。
玉子王子
『CUTiE Comic』（宝島社） 2001年3月号掲載
冷蔵庫に一つだけ残っていた玉子を見つけた桃。玉子の正体はかつて前世で桃と大恋愛をした王子だった!?
憂鬱ヤマラージ
『CUTiE Comic』 2001年6月号掲載、「玉子王子」とリンク
天界の役人は、今日もまた、死人の天国・地獄行きを決める。ある日、前世がアブラムシだった男と自殺した女が訪れる。
Kakigori かきごおり
『Vanilla』 2002年8月号掲載
好きな先輩を見ているだけで幸せなさよ。先輩の大きな手を見ると、他の部位も測ってみたくなる……。

## 書誌情報
- 小玉ユキ『マンゴーの涙』小学館〈フラワーコミックス〉2008年1月25日発売、ISBN 978-4-09-131479-6